# Campeonato Mundial de Tiro con Arco al Aire Libre de 1993
El XXXVII Campeonato Mundial de Tiro con Arco al Aire Libre se celebró en Antalya (Turquía) entre el 8 y el 12 de septiembre de 1993 bajo la organización de la Federación Internacional de Tiro con Arco (FITA) y la Federación Turca de Tiro con Arco.

## Medallistas

### Masculino
| Evento                  | Oro                                                 | Plata                                                 | Bronce                                                             |
| ----------------------- | --------------------------------------------------- | ----------------------------------------------------- | ------------------------------------------------------------------ |
| Arco recurvo individual | Park Kyung-Mo Corea del Sur                         | Kim Kyung-Ho Corea del Sur                            | Stanislav Zabrodsky · Ucrania                                      |
| Arco recurvo por equipo | Sébastien Flute Eric Unbekand Lionel Torres Francia | Park Kyung-Mo Kim Kyung-Ho Kim Sung-Nam Corea del Sur | Henk Vogels · Erwin Verstegen · Marcel van Sleeuwen · Países Bajos |

### Femenino
| Evento                  | Oro                                                     | Plata                                                                | Bronce                                   |
| ----------------------- | ------------------------------------------------------- | -------------------------------------------------------------------- | ---------------------------------------- |
| Arco recurvo individual | Kim Hyo-Jung Corea del Sur                              | Cho Youn-Jeong Corea del Sur                                         | Yana Tuniyants · Kazajistán              |
| Arco recurvo por equipo | Kim Hyo-Jung Cho Youn-Jeong Lee Eun-Kyung Corea del Sur | Yelena Tutachikova · Natalia Bolotova · Majlujanum Murzayeva · Rusia | Ma Xiangjun Wang Xiaozhu Yao Yawen China |

## Medallero
| Núm. | País          | Oro | Plata | Bronce | Total |
| ---- | ------------- | --- | ----- | ------ | ----- |
| 1    | Corea del Sur | 3   | 3     | 0      | 6     |
| 2    | Francia       | 1   | 0     | 0      | 1     |
| 3    | Rusia         | 0   | 1     | 0      | 1     |
| 4    | China         | 0   | 0     | 1      | 1     |
| 4    | Kazajistán    | 0   | 0     | 1      | 1     |
| 4    | Países Bajos  | 0   | 0     | 1      | 1     |
| 4    | Ucrania       | 0   | 0     | 1      | 1     |
|      | TOTAL         | 4   | 4     | 4      | 12    |